# Monarca de les Banks
El monarca de les Banks (Neolalage banksiana) és un ocell de la família dels monàrquids (Monarchidae) i única espècie del gènere Neolalage Mathews, 1928.

## Hàbitat i distribució
Habita boscos d'illes de la Polinèsia, a les illes Vanuatu, des de Vanua Lava, (a les illes Banks) fins Efate.